# Estação Florida

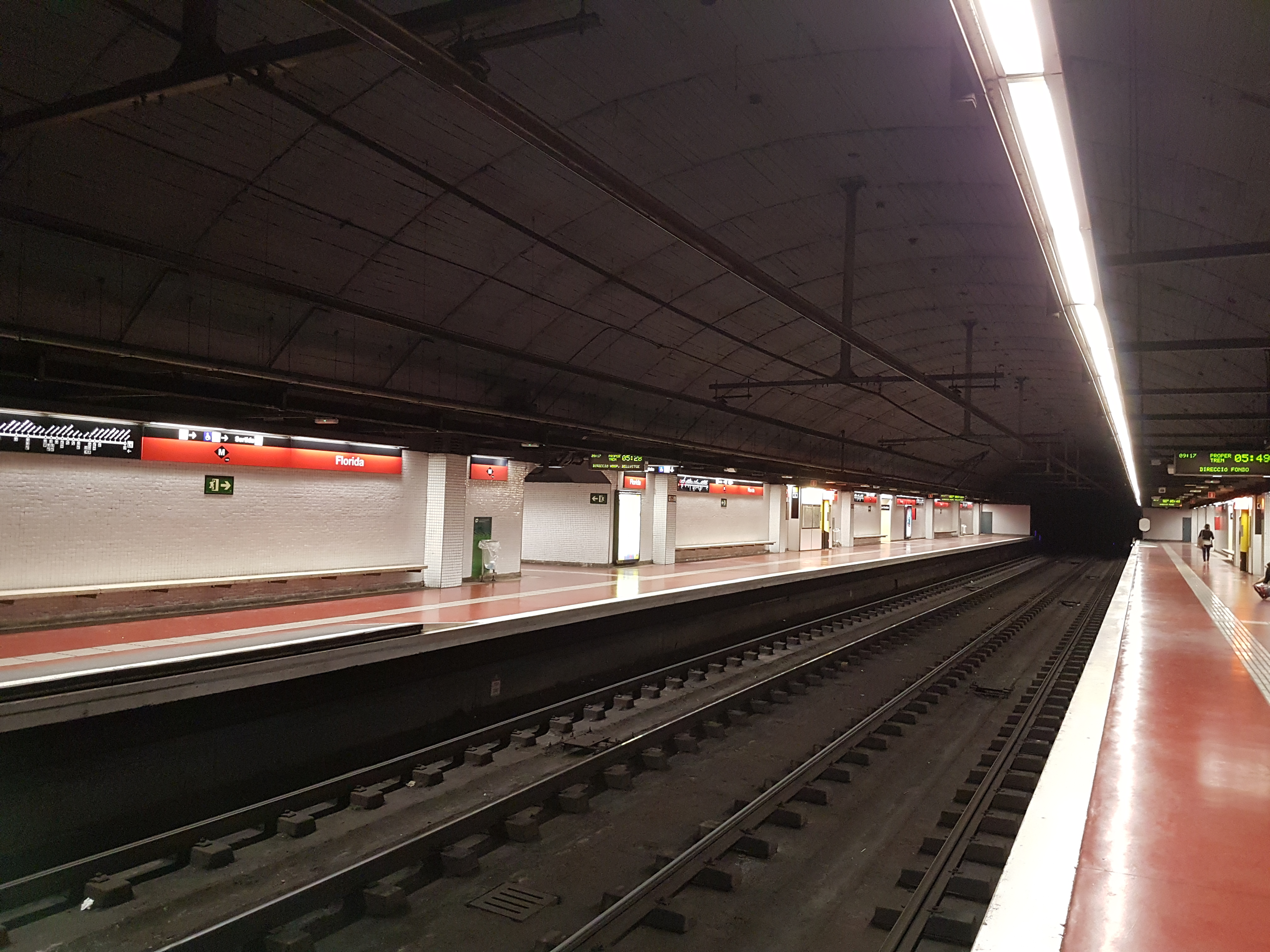
Estação Can Serra.

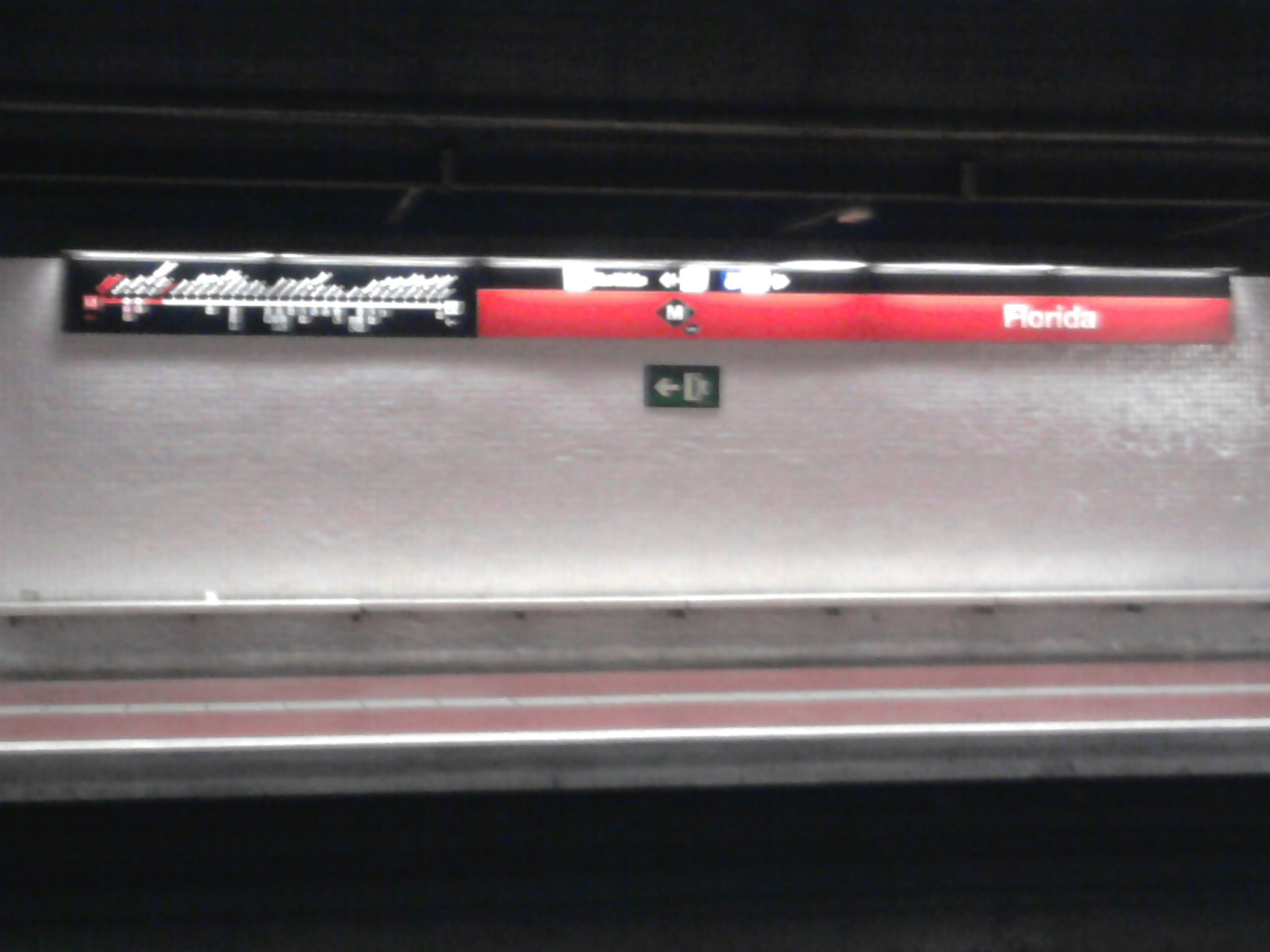
Plataforma de embarque.

Florida (pronúncia catalã: /fluˈɾiðə/) é uma estação da Linha 1 do Metro de Barcelona.

## História
A estação foi inaugurada em 1987, quando a linha L1 foi estendida da estação Torrassa para a estação Avinguda Carrilet. está situada no município de L'Hospitalet de Llobregat da área metropolitana de Barcelona, e recebeu este nome em homenagem ao bairro vizinho de La Florida.

## Localização
A estação está localizada abaixo da Avinguda Catalunya, entre a Carrer Ceravalls e a Carrer Mimoses. Tem duas entradas, da Plaça Blocs Florida e da Avinguda Masnou, que dão acesso a uma bilheteira subterrânea. As duas plataformas laterais de 98 metros estão em um nível inferior.

## Acessos
- Avinguda Masnou
- Blocs Florida